# USS Freedom (LCS-1)
USS Freedom (LCS-1) — головний корабель однойменного типу класу Бойових кораблів прибережної зони (LCS-1), який знаходиться в складі ВМС США.

## Будівництво
Корабель був побудований американською компанією Lockheed Martin Corporation (LMT) зі штаб-квартирою в місті Бетесда (Мериленд), США, на корабельні Марінетт Марін (Marinette Marine), розташованої в місті Марінетт, штат Вісконсин.
Закладка кіля відбулася 02 червня 2005 року. Спущений на воду 23 вересня 2006 року. Переданий замовнику 18 вересня 2008 року. 8 листопада 2008 року введено до складу ВМС США в Мілвокі.

## Бойова служба
17 лютого 2010 року залишив ВМБ Мейпорт і вирушив на першу бойову службу, яка проходила в районах атлантичного і тихоокеанського узбережжя Центральної та Південної Америки, в рамках операції «SOUTHCOM».
22 лютого 2010 року біля узбережжя Колумбії здійснив перше перехоплення швидкохідного катера, який перевозив наркотики. Було захоплено майже чверть тонни кокаїну. На борту, крім військовослужбовців США, знаходився підрозділ панамських сил безпеки, яке брало участь у спільній діяльності проти контрабанди наркотиків в ході операції «SOUTHCOM».
У лютому 2011 року через важкі погодні умови на корпусі корабля з'явилася тріщина довжиною 0,15 метра. Пізніше було встановлено, що це сталося через поганий зварний шов. Корабель знаходився в ремонті з 27 червня по 19 вересня 2011 року.
11 березня 2013 корабель USS «Freedom» (LCS-1) став першим кораблем класу LCS, який досяг Гаваїв.
У листопаді 2013 корабель доставив гуманітарну допомогу на Філіппіни, які постраждали від тайфуну Хайянь.
З 25 квітня по 16 травня 2014 року у берегів Сан-Дієго (Південна Каліфорнія) Northrop Grumman Corporation та ВМС США провели льотні випробування безпілотних і пілотованих вертольотів, в яких взяв участь корабель USS «Freedom» (LCS-1). Так, 12 травня 2014 року з палуби корабля вперше були проведені запуски БЛА MQ-8B Fire Scout та пілотованого вертольота SH-60R Sea Hawk.
В лютому 2020 року ВМС США офіційно оголосили, що хочуть списати перші чотири кораблі прибережної зони (Littoral Combat Ship, LCS) класів Freedom та Independence. Про плани списання USS Freedom (LCS-1), USS Independence (LCS-2), USS Fort Worth (LCS-3) та USS Coronado (LCS-4) стало відомо з брифінгів Пентагону стосовно бюджетного запиту міноборони США на 2021 рік. Рішення про списання кораблів повинно бути затверджено Конгресом.
29 вересня 2021 року офіційно виведений зі складу ВМС США, після 13 років служби. Церемонія пройшла на військово-морській базі у Сан-Дієго. Корабель перебуватиме у резерві.